# Fosterella schidosperma
Fosterella schidosperma är en gräsväxtart som först beskrevs av John Gilbert Baker, och fick sitt nu gällande namn av Lyman Bradford Smith. Fosterella schidosperma ingår i släktet Fosterella och familjen Bromeliaceae.
Artens utbredningsområde är Peru.

## Underarter
Arten delas in i följande underarter:
- F. s. schidosperma
- F. s. vestita